# Claude Sainval
Claude Sainval (13 de agosto de 1911 - 28 de marzo de 1994) fue un director y actor teatral de nacionalidad francesa.

## Biografía
Su verdadero nombre era Claude Duxbury Mac Connel, y nació en Estrasburgo, Francia, siendo sus padres Olivier Duxbury Mac Connel y Marianne Ungemach. Cursó estudios en París, en el Liceo Fénelon y en el Conservatoire national supérieur d'art dramatique. Con el pseudónimo artístico de « Sainval » (en ocasiones escrito Saint-Val), actuó en nueve producciones cinematográficas francesas entre los años 1935 y 1963, y en telefilm en 1964, pero fue fundamentalmente un artista teatral. 
A finales de los años 1930, actuó en el Teatro de los Campos Elíseos, dedicándose enseguida a la dirección, trabajando en colaboración con Roland Piétri desde 1944 a 1948, y en solitario hasta el año 1977. Fue director de la sala Studio del Teatro de los Campos Elíseos desde 1966 hasta 1977. 
Igualmente, fue secretario general del sindicato de directores teatrales entre 1961 y 1962.
Claude Sainval falleció en Sainte-Croix-de-Caderle, Francia, 1994.

## Teatro

### Adaptador
- 1978 : Au théâtre ce soir : Vous ne l'emporterez pas avec vous, de Moss Hart y George S. Kaufman, escenografía de Jean-Luc Moreau, dirección de Pierre Sabbagh, Théâtre Marigny

### Actor
- 1938 : Là-bas de Titaÿna, escenografía de Georges Pitoëff, Théâtre des Mathurins
- 1941 : Cándida, de George Bernard Shaw
- 1945 : Cándida, de George Bernard Shaw, con Françoise Christophe
- 1948 : Ardèle ou la Marguerite, de Jean Anouilh, escenografía de Roland Piétri, con Marcel Pérès, Jacques Castelot
- 1949 : La Demoiselle de petite vertu, de Marcel Achard, escenografía de Claude Sainval
- 1952 : La Valse des toréadors, de Jean Anouilh, escenografía de Jean Anouilh, Roland Piétri, Teatro de los Campos Elíseos
- 1954 : La importancia de llamarse Ernesto, de Oscar Wilde, con Françoise Rosay e Yves Robert
- 1958 : Ardèle ou la Marguerite, de Jean Anouilh, escenografía de Roland Piétri, con Jean Martinelli y Roland Piétri

### Director
- 1942 : Snouck, de Philippe Frey, escenografía con Roland Piétri
- 1945 : La Sauvage, de Jean Anouilh, escenografía con Roland Piétri, Teatro de los Campos Elíseos
- 1946 : Maria, de André Obey, Teatro de los Campos Elíseos
- 1946 : Vous ne l'emporterez pas avec vous, de George S. Kaufman y Moss Hart, Teatro de los Campos Elíseos
- 1947 : L'Immaculée, de Philippe Hériat
- 1947 : Borgia, de Herman Closson
- 1948 : Celles qu'on prend dans ses bras, de Henry de Montherlant, Théâtre de la Madeleine
- 1949 : La Demoiselle de petite vertu, de Marcel Achard
- 1950 : Clérambard, de Marcel Aymé
- 1950 : Celle qu'on prend dans ses bras, de Henry de Montherlant, Théâtre de la Madeleine
- 1951 : Siegfried, de Jean Giraudoux
- 1951 : Le Roi de la fête, de Claude-André Puget
- 1953 : Le Désir sous les ormes, de Eugene O'Neill
- 1954 : La importancia de llamarse Ernesto, de Oscar Wilde, con Françoise Rosay e Yves Robert, Teatro de los Campos Elíseos
- 1954 : Clérambard, de Marcel Aymé
- 1956 : Amphitryon 38, de Jean Giraudoux
- 1957 : La Mouche bleue, de Marcel Aymé
- 1958 : Un caprice, de Alfred de Musset
- 1958 : Clérambard, de Marcel Aymé
- 1960 : Les Joies de la famille, de Philippe Hériat, Teatro del Ambigu-Comique
- 1961 : Gorgonio, de Tullio Pinelli
- 1963 : Et l'enfer Isabelle ?, de Jacques Deval, Teatro de los Campos Elíseos
- 1967 : L'Escalier, de Charles Dyer, Teatro de los Campos Elíseos
- 1976 : À vos souhaits, de Pierre Chesnot, con Bernard Blier, Michel Fortin y Maurice Teynac
- 1977 : À vos souhaits, de Pierre Chesnot, con Patricia Karim (en gira)

## Filmografía completa

### Cine
- 1935 : La kermesse heroica, de Jacques Feyder
- 1936 : Les Hommes nouveaux, de Marcel L'Herbier
- 1937 : La gran ilusión, de Jean Renoir
- 1938 : Altitude 3.200, de Jean-Benoît Lévy y Marie Epstein
- 1939 : Derrière la façade, de Georges Lacombe y Yves Mirande
- 1939 : La Fin du jour, de Julien Duvivier
- 1943 : Le Baron fantôme, de Serge de Poligny
- 1950 : La Valse de Paris, de Marcel Achard
- 1963 : Muriel, de Alain Resnais

### Televisión
- 1964 : L'Enlèvement d'Antoine Bigut, de Jacques Doniol-Valcroze
- 1979 : À vos souhaits, de Pierre Chesnot, obra teatral emitida en Au théâtre ce soir